# روسپی بزرگوار
روسپی بزرگوار (به فرانسوی: La Putain respectueuse) نام نمایش‌نامه است که توسط ژان پل سارتر، فیلسوف اهل فرانسه در سال ۱۹۴۶ (میلادی) نوشته شده‌است.
داستان
درمورد زنی به نام لیزی است که ازنیویورک به یکی از شهرهای جنوبی امریکا میرود که با مردی به نام فردی همخواب میشودو....